# Hierochloe
Hierochloe es un género de plantas herbáceas de la familia de las poáceas. Es originario de las regiones templadas y frías del mundo. Comprende 92 especies descritas y de estas, solo 35 aceptadas.
Probablemente se puede incluir en el género Anthoxanthum L. 1754

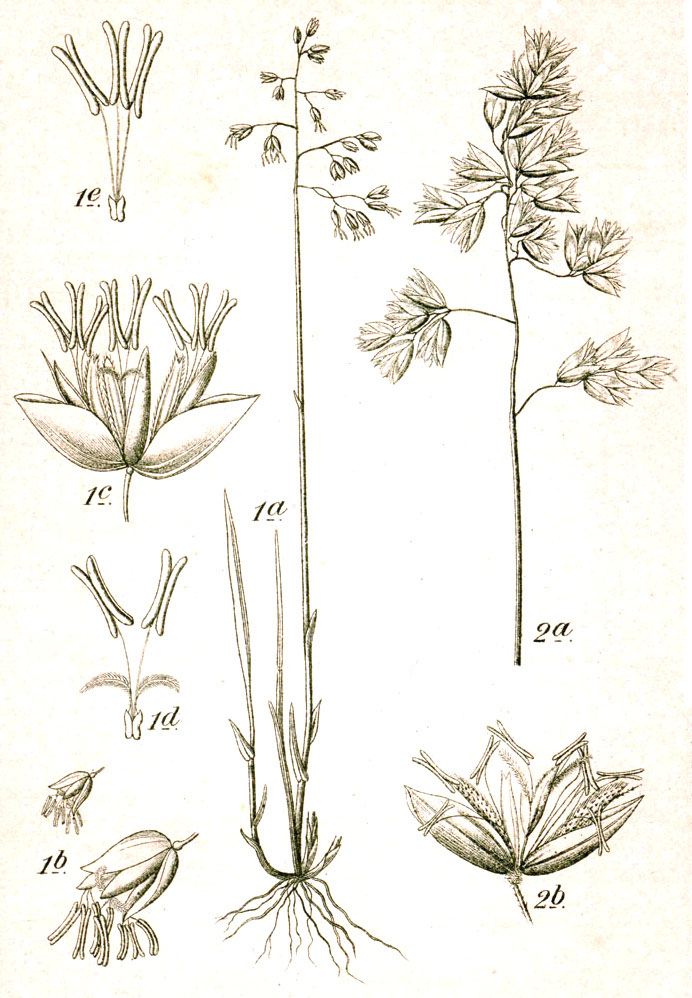
ilustración Sturm.

## Descripción
Son plantas perennes, cespitosas o rizomatosas, comúnmente con olor a cumarina. Lígula una membrana; láminas lineares, aplanadas a convolutas. Inflorescencia una panícula espiciforme o laxa, terminal. Espiguillas comprimidas lateralmente, subsésiles o cortamente pediceladas; flósculos 3, caedizos como una unidad; desarticulación solamente arriba de las glumas; glumas alargadas, subiguales, membranáceas, carinadas, la inferior 1-nervia, la superior 3-nervia; flósculos inferiores 2, estériles o estaminados, pardos, ciliados, vacíos y sin una pálea o con 2-3 estambres y una pálea, las lemas subiguales, 3-5-nervias, la primera lema con una arista corta recta, la segunda lema con una arista geniculada torcida insertada dorsalmente en el 1/2 inferior; flósculo terminal mucho más corto que los estériles, bisexual o pistilado, la lema papirácea, sin arista, 3-5-nervia, la pálea 1-2-carinada, las lodículas 2, con 2 estambres, el ovario glabro, los estilos 2, separados, exertos apicalmente. Fruto una cariopsis, no adherido a la pálea; hilo cortamente linear.

## Taxonomía
El género fue descrito por Robert Brown R.Br. y publicado en Prodromus Florae Novae Hollandiae 208. 1810. La especie tipo es: Hierochloe odorata
Etimología
Hierochloe nombre genérico que deriva del griego hieros (sagrada) y chloë (hierba), aludiendo a "(H. odorata) que se sembraba delante de las puertas de las iglesias en los días festivos ".
Citología
El número cromosómico básico es x = 7, con números cromosómicos somáticos de 2n = 14, 28, 42, 56, 64, 66, 68, 71, and 72, or 74–78. Hay especies diploides y una serie poliploide. Cromosomas relativamente «grandes».

## Especies
- Hierochloe alpina
- Hierochloe altissima
- Hierochloe fraseri
- Hierochloe hirta
- Hierochloe juncifolia
- Hierochloe magellanica
- Hierochloe moorei
- Hierochloe occidentalis
- Hierochloe odorata
- Hierochloe pauciflora
- Hierochloe pusilla
- Hierochloe rariflora
- Hierochloe recurvata
- Hierochloe redolens
- Hierochloe sibirica
- Hierochloe stepporum
- Hierochloe submutica
- Hierochloe utriculata